# RBM3
RBM3 (англ. RNA binding motif (RNP1, RRM) protein 3) – білок, який кодується однойменним геном, розташованим у людей на X-хромосомі. Довжина поліпептидного ланцюга білка становить 157 амінокислот, а молекулярна маса — 17 170.
| 10         |  | 20         |  | 30         |  | 40         |  | 50         |
| ---------- |  | ---------- |  | ---------- |  | ---------- |  | ---------- |
| MSSEEGKLFV |  | GGLNFNTDEQ |  | ALEDHFSSFG |  | PISEVVVVKD |  | RETQRSRGFG |
| FITFTNPEHA |  | SVAMRAMNGE |  | SLDGRQIRVD |  | HAGKSARGTR |  | GGGFGAHGRG |
| RSYSRGGGDQ |  | GYGSGRYYDS |  | RPGGYGYGYG |  | RSRDYNGRNQ |  | GGYDRYSGGN |
| YRDNYDN    |  |            |  |            |  |            |  |            |

A: Аланін

D: Аспарагінова кислота

E: Глутамінова кислота

F: Фенілаланін

G: Гліцин

H: Гістидин

I: Ізолейцин

K: Лізин

L: Лейцин

M: Метіонін

N: Аспарагін

P: Пролін

Q: Глутамін

R: Аргінін

S: Серин

T: Треонін

V: Валін

Кодований геном білок за функцією належить до фосфопротеїнів. 
Задіяний у такому біологічному процесі, як відповідь на стрес. 
Білок має сайт для зв'язування з РНК. 
Локалізований у цитоплазмі, ядрі, клітинних відростках.